# Oder-Lausitz-Straße
Die Oder-Lausitz-Straße, auch Oder-Lausitz-Trasse oder kurz OLS genannt, ist ein bedeutendes Infrastrukturprojekt des Landes Brandenburg. Ziel ist der Bau einer 265 km langen Kraftfahrzeugstraße in Ostbrandenburg, die mehr oder weniger in der Nähe der Grenze zu Polen verläuft. Dafür werden bereits bestehende Bundesstraßen ausgebaut oder auch neue Straßen, insbesondere als Ortsumgehungen, gebaut. Nach Auffassung der Landesregierung und der beteiligten Landkreise kann durch den Bau der Straße der ansonsten strukturschwachen Region ein wichtiger Impuls für die wirtschaftliche Entwicklung gegeben werden sowie die Innenstädte vom Durchgangsverkehr entlastet werden.

## Streckenführung
Die Trasse beginnt an der Autobahn A13 bei Schwarzheide und folgt im Wesentlichen dem Verlauf der Bundesstraße 169 an Senftenberg vorbei bis zur A15 bei Cottbus, das durch eine neue Straße östlich umfahren werden soll. Durch die Ausweitung des Tagebaus Jänschwalde war ohnehin eine Neuverlegung von Straßen in Richtung Guben erforderlich, die von 2001 bis 2004 entsprechend dem Ausbaustandard der Oder-Neiße-Straße erfolgte. Ab Guben folgt die Straße dann dem Verlauf der B112 über Eisenhüttenstadt nach Frankfurt (Oder), das durch einen Straßenneubau westlich umfahren wird. Südlich von Frankfurt wird die A12 gekreuzt. Der Neubau der Umfahrung von Frankfurt mündet in die bisherige B167, wo die Trasse über Seelow nach Bad Freienwalde (Oder) durch das Oderbruch führt. Ab Bad Freienwalde ist der Neubau einer Straße in Richtung Angermünde und Schwedt vorgesehen bzw. bereits realisiert. Dadurch erhält die PCK-Raffinerie einen Kraftfahrzeugstraßenanschluss. Ab Schwedt folgt die Oder-Lausitz-Straße dem Verlauf der B166 und mündet in der Gemeinde Uckerfelde am Kreuz Uckermark in die A20.

## Ausbauzustand, Bauzeit, Kosten
Es soll weitestgehend eine durchgehende Straßenbreite von mindestens 2+1 Spuren entstehen, das heißt üblicherweise erfolgt der Verkehr in einer Fahrtrichtung auf zwei, in der Gegenrichtung auf einer Spur. Nach mehreren Kilometern erfolgt jeweils ein Austausch der Doppelspurrichtung.
Mit dem Bau der Straße wurde 1999 begonnen und sollte bis 2015 abgeschlossen sein. Bis zum Januar 2005 waren etwa ein Drittel der Gesamtstrecke aus- oder neu gebaut. Die gesamten Baukosten wurden damals mit 500 Millionen Euro angegeben. Im Jahr 2019 war noch nicht einmal die Hälfte der 265 Kilometer fertiggestellt. So wurden 18 Projekte mit einer Gesamtlänge von rund 125 Kilometern im Rahmen der geplanten OLS fertiggestellt. Die Kosten hierfür beliefen sich auf 300 Millionen Euro. Aktuell befinden sich weitere 16 Abschnitte und damit etwa 80 Kilometer in Planung, für die mit Kosten von 310 Millionen Euro gerechnet wird. Ein Zeitrahmen für die gesamte Fertigstellung ist nicht abzusehen, jedoch hält das Land Brandenburg an dem Vorhaben fest.

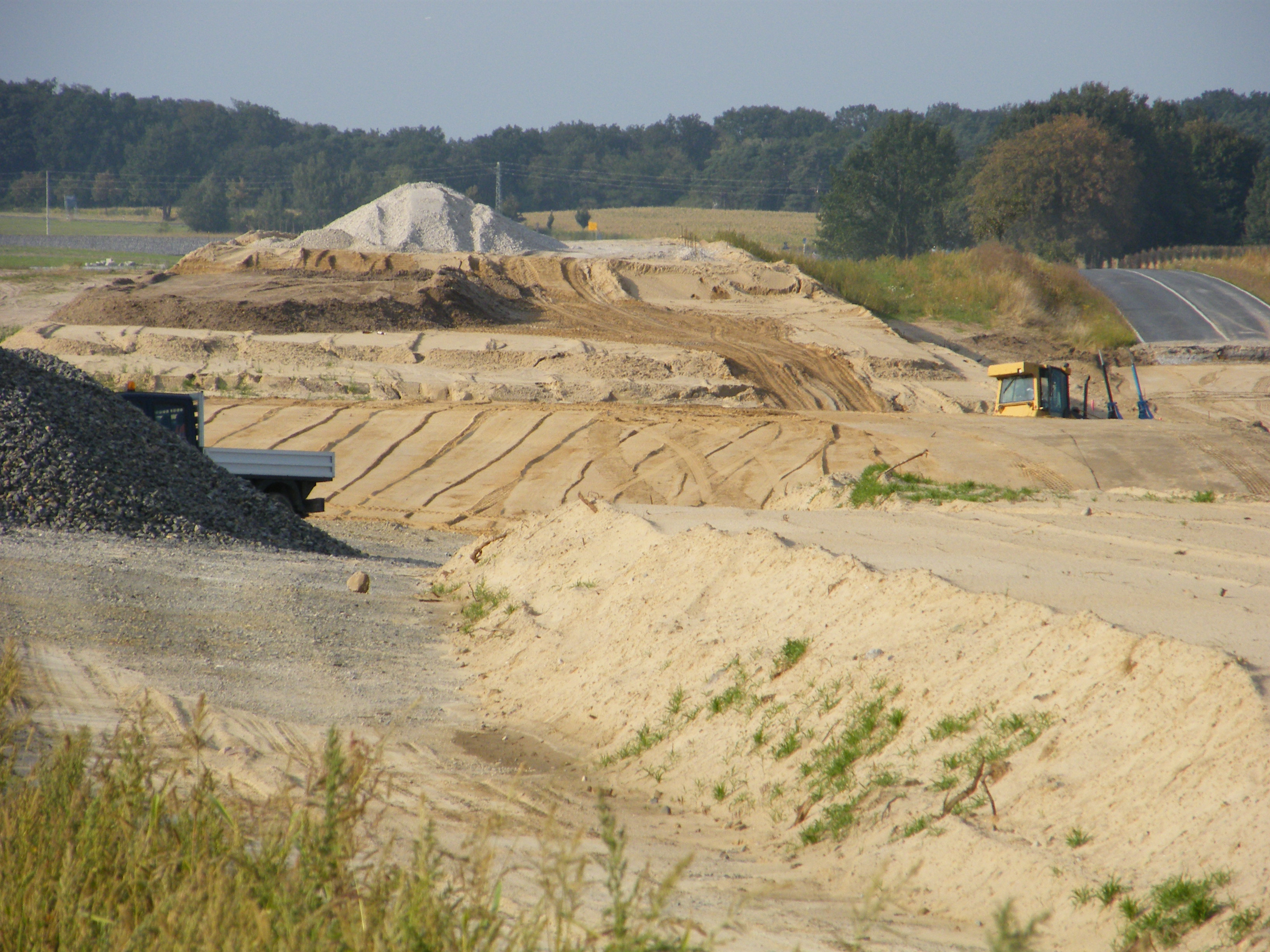
Bauzustand Mitte September 2009 südlich von Neuzelle

## Kritik
Neben vehementen Befürwortern des Projekts der Oder-Lausitz-Straße, die vor allem aus dem Bereich der Wirtschaft und der betreffenden Landkreisverwaltungen kommen, gibt es auch eine Reihe von Kritikern. Zum einen werfen diese der Landesregierung Verschwendung von Steuergeldern angesichts immer weiter abnehmender Bevölkerung und nur geringer Verkehrsdichte in der betroffenen Region vor. Zum anderen wird aber auch auf die mit dem Neubau von Straßenabschnitten, besonders im Bereich der Neiße und des nördlichen Oderbruchs, einhergehende Zerstörung von bisher intakten Naturräumen hingewiesen.